# Pinjar
Pinjar (tł.: „Klatka"hindi: पिंजर, urdu: پنجر, ang. tytuł: „The Cage”) – indyjsko-pakistański dramat o bolesnych relacjach między hindusami i muzułmanami w czasie podziału Indii. Akcja filmu rozgrywa się w podzielonym Pendżab. Nagrodzony wielokrotnie film wyreżyserował w 2003 roku Chandra Prakash Dwivedi. W oparciu o powieść Amrity Pritam. W rolach głównych Urmila Matondkar, Manoj Bajpai i Sanjay Suri.

## Fabuła
Sierpień 1946. Amritsar w Pendżabie. Hindus Mohanlal Shah (Kulbhushan Kharbanda) aranżuje małżeństwo swojej starszej córki Puro (Urmila Matondkar). Kandydatem na męża jest syn przyjaciół z rodzinnej wioski Mohanlala. Ramchand (Sanjay Suri) odrzucił szanse na karierę w Lahaur. Woli pozostać nauczycielem na prowincji. Tłumaczy wiersze Ghaliba. Jego zdaniem poezja jest czymś, co przekracza wzrastające konflikty między muzułmanami, a hindusami. Swoją pobożnością i pogodą ducha Ramchand pozyskuje serce ojca Puro. Uzgadnia on z rodziną Ramchanda dwa śluby. Puro poślubi ich syna, a Trilak, studiujący prawo syn Mohanlala ich córkę Lajo. Jednak tuż przed ślubem Puro znika. Obudziwszy się potem, przerażona Puro nie rozpoznaje ani obcego miejsca, w którym ją zamknięto, ani twarzy zakochanego w niej, ale jej zupełnie obcego muzułmanina Rashida (Manoj Bajpai). Porywając ją wykonał on zadanie zlecone mu przez rodzinę. W poprzednim pokoleniu jej rodzina porwała dziewczynę z jego klanu. Puro stała się teraz przedmiotem zemsty. Jej rodzinę spotyka takie samo nieszczęście. Mimo że zakochany w Puro Rashid nie śmie zbliżyć się do porwanej dziewczyny, w oczach rodziny jest ona zhańbiona. Wolą uznać ją za martwą. W aranżowanym małżeństwie miejsce Puro ma zastąpić jej młodsza siostra, Rajjo. Puro, zrozpaczona, odrzucona przez własną rodzinę
,przestaje walczyć o swoją poprzednią tożsamość. Wychodzi za mąż za Rashida, nosi w sobie jego dziecko, pozwala sobie wytatuować na ramieniu nowe imię. Hinduska Puro znika. Pojawia się muzułmanka Hamida.
Jedyną osobą, która nie godzi się ze zniknięciem Puro jest jej ukochany brat Trilok. Daremnie szuka siostry. Tymczasem sytuacja obu hinduskich rodzin staje się groźna. Po podziale Indii ich domy znalazły się na terytorium muzułmańskiego Pakistanu. Muzułmanie i hindusi zaczynają się wzajemnie zabijać, plądrować i palić swoje domu, gwałcić kobiety. Hindusi w panice uciekają w kierunku Indii. Z Indii wyrusza exodus muzułmanów w stronę Pakistanu. W tłumach uchodźców znalazły się rodziny Mohanlala i Ramchanda.

## Motywy kina indyjskiego
- Hindus Ramchand tłumaczy Ramajanę i Kalidasę na urdu, język muzułmanów, z urdu przekłada na hindi poezję muzułmanina Ghaliba. Inny język, ta sama prawda, jak mówi. Jednocześnie po podziale Indii z krzykiem „W imię Allaha”., „Chwała Pakistanowi!” muzułmanie obnażają szable tnąc nimi hindusów. Hindusi zabijają muzułmanów. Gwałty. Grabieże. Podpalenia. Ramchandowi ledwie udaje się uniknąć spalenia żywcem. Muzułmanie porywają hinduski. Szef Pakistanu, Jinnah decyduje, aby wymienić hinduski na porwane przez hindusów muzułmanki. I właśnie w obozie w Lahaur hindus Ramchand dziękuje muzułmaninowi Rashidowi za uratowanie jego siostry. Nazywa go bratem. Jednają się ze sobą mimo krzywdy jakiej Ramchand doznał tracąc narzeczoną. Bolesne stosunki między hindusami a muzułmanami też m.in. w – Dev, Fiza, Black Friday, Bombay. Motyw jednania się muzułmańsko- hinduskiego też m.in. w – Veer-Zaara, Hey Ram, Jodhaa Akbar.
- 15 sierpnia 1947 roku Indie odzyskując niepodległość, wyzwalając się spod okupacji brytyjskiej zostały przez Brytyjczyków podzielone na muzułmański Pakistan i Indie. Najbardziej dramatycznie Podział Indii przebiegał na wschodzie, gdzie podzielono stan Bengal i na zachodzie, gdzie rozerwano stan Pendżab. Podziałowi towarzyszyły rzezie między muzułmanami a hindusami i sikhami. Nastąpił exodus milionów ludzi – z Pakistanu uciekali hindusi i sikhowie, z Indii do Pakistanu muzułmanie. W filmie przedstawiono historie dwóch rodzin hinduskich, które po podziale znalazły się na terytorium muzułmańskiego Pakistanu. Prześladowania zmusiły ich do ucieczki do nowo utworzonych Indii. Motyw podziału Indii w 1947 roku – też m.in. w Hey Ram, Ziemia, Kisna, Partition.
- Motyw relacji między Indiami a Pakistanem jest też przedstawiony m.in. w Sarfarosh, 1971, LOC Kargil, Jestem przy tobie], Veer-Zaara, Chak de India, Salaam-e-Ishq: A Tribute To Love.
- Rashid porywa Puro. Tuż przed jej ślubem. Pokochał ją od pierwszego wrażenia, a jednocześnie krzywdzi wyrywając ją na zawsze z rodziny. Realizuje w ten sposób plan zemsty swojego klanu. Jego ciotkę porwała rodzina Puro. Była zgwałcona przez jej wuja. Teraz honor rodziny wymaga zemsty w kolejnym pokoleniu. Po pewnym czasie koło się zamyka. Na prośbę Puro, teraz już żony Rashida, porywa on więzioną przez muzułmanów hinduskę, Lajo. Tym razem nie kieruje już nim ani zemsta, ani osobiste pożądanie. Ratuje bratową Puro, aby mogła ona odejść z Pakistanu do Indii, połączyć się z mężem. Dokonane z narażeniem życia drugie porwanie jest zadośćuczynieniem za grzech pierwszego. Motyw porwania też m.in. w – Ek Ajnabee, Ek Hasina Thi, Sainikudu, Road czy Varsham.
- Puro i Trilok rozumieją się w pół słowa. Ona troszczy się o niego podając mu herbatę, wyciągając dla niego od ojca pieniądze. Droczą się ze sobą, śmieją, przytulają do siebie, ze łzami żegnają. Gdy Puro zostaje porwana, z całej rodziny tylko Trilok nie może się z tym pogodzić. Szuka jej.• Ramchand rozpieszcza swoją młodszą siostrzyczkę Lajo. Płacze zrozpaczony po jej porwaniu. Uwolniona rzuca się najpierw w jego ramiona, a nie w ramiona męża Triloka. Silna więź brata i siostry też m.in. w – Fiza, Namiętność, Dum, King Uncle, Okkadu, Aalwar, Iqbal.
- Rodzina Sheikhów latami czeka ma moment, kiedy ich zemsta na rodzinie Shahów najbardziej ich zaboli. W swoim czasie mężczyzna z rodziny Shahów porwał dziewczynę z rodziny Sheihów. Zbezcześcił ją przymuszając przez kilka dni do współżycia seksualnego. Zgwałconą porzucił. Teraz, gdy Puro z rodziny Shahów dojrzewa do zamążpójścia, tuż przed ślubem zostaje porwana przez Rashida Shaha. Jego miłość do Puro umożliwia jednak zakończenie wieloletniej wrogości. Nie będzie już odpowiedzi „oko za oko”. Pokoleniami trwająca wrogość między rodzinami też m.in. w – Hulchul, Qayamat Se Qayamat Tak, Shakti: The Power, czy Pournami.
- W wymuszonym porwaniem małżeństwie z Rashidem Puro zachodzi w ciążę. Radość Rashida gaśnie, gdy słyszy, że Puro mówi o ich dziecku, jak o noszonym od miesięcy w łonie jego grzechu. W utraconej ciąży i strachu o życie Puro Rashid sam widzi karę za swój grzech. • Ludzie z wioski Rashida oburzeni są wykorzystaniem osoby niepoczytalnej. Szalona hinduska, żebrząca od domu do domu o jedzenie, wyśmiewana i goniona przez dzieci jest w ciąży.• Po podziale Indii Rajjo, siostra Puro w ciąży musi uciekać w tłumie hindusów przed pogromami muzułmanów. Motyw ciąży też m.in. w – Salaam Namaste, Lajja, czy Silsilay.
- Porwanie Puro jest odpowiedzią rodziny Rashida na gwałt dokonany w ich rodzinie.• Puro znajduje ukrytą w trzcinie cukrowej zgwałconą przez muzułmanów hinduskę. Pomaga jej przedostać się do obozu hinduskich uchodźców. Sama poszukuje porwaną i też poddaną przemocy muzułmanów bratową. Odnaleziona Lajo ma wątpliwości, czy jako zhańbiona gwałtem będzie przyjęta przez swoją rodzinę, czy ma do kogo wrócić. Motyw gwałtu przedstawiony jest też m.in. w – Hey Ram, Dushman, Woh Lamhe, Wojownik, Dil, Sainikudu, 15 Park Avenue, czy Bandit Queen.
- Motyw studni jako miejsca samobójczej śmierci kobiety. Porwana przez Rashida Puro ucieka nocą od niego. Pojawia się w domu rodzinnym. Po kilku dniach spędzonych u Rashida w oczach innych jest zhańbiona. Nie ma powrotu do domu, bo jej hańba może uniemożliwić jej młodszej siostrze wyjście za mąż. Odrzucona przez rodziców w rozpaczy zastanawia się nad skokiem do studni. Rashid zabiera ją z powrotem do siebie. • Gdy Lajo znika uwolniona z niewoli muzułmańskiej przez Rashida, porywacze szukają ciała w studni licząc się z tym, że zhańbiona gwałtem mogła popełnić samobójstwo.
- Rashid porwawszy Puro, w której się zakochał, klęczy przy niej błagając nieprzytomną o przebaczenie. • Rashid oddając uratowaną z rąk innych muzułmanów Rajjo prosi jej brata Ramchanda, aby wybaczył mu porwanie narzeczonej. Muzułmanin i hindus, krzywdziciel i skrzywdzony jednają się ze sobą.• Puro porwana i przymuszona do małżeństwa z Rashidem, płacząca nad zmianą wiary i imienia mogąc odejść z Pakistanu do Indii, wrócić do swojej hinduskiej rodziny, wybiera męża. Zostaje z nim w Pakistanie. Przemoc została pokonana przez miłość. Puro i Rashid jednają się ze sobą płacząc. Podobny  motyw proszenia o przebaczenie i pojednania też m.in. w Czasem słońce, czasem deszcz, czy Gdyby jutra nie było, Nigdy nie mów żegnaj.

## Obsada
- Puro: Urmila Matondkar
- Rashid: Manoj Bajpai
- Ramchand: Sanjay Suri
- Lajo: Sandali Sinha
- Trilok: Priyanshu Chatterjee
- Rajjo: Isha Koppikar
- matka Puro: Lillete Dubey
- Mohanlal (ojciec Puro): Kulbhushan Kharbanda
- Shyamlal (ojciec Ramchanda): Alok Nath
- matka Ramchanda: Farida Jalal
- Pagali: Seema Biswas
- ciotka Rahima: Dina Pathak
- matka Rahima: Sudha Shivpuri
- Hukamchand: Pradeep Kukreja
- żona Hukamchanda: Salima Raza
- żona Rahima: Parveena Bano

## Muzyka i piosenki
Uttam Singh
- Shaba Ni Shaba
- Maar Udari
- Haath Choote
- Vatna Ve
- Dard Mariya
- Charakha Chalati Maa
- Sita Ko Dekhe
- Shabad
- Waris Shah Nu